# Mathijs Paasschens
Mathijs Paasschens (Rotterdam, 18 maart 1996) is een Nederlands wielrenner die anno 2025 rijdt voor Bahrain-Victorious.

## Carrière
Paasschens werd geboren in Rotterdam en verhuisde met zijn ouders toen hij drie jaar oud was naar Heverlee in België waar hij opgroeide. in 2017 won hij het Provinciaal Kampioenschap van Vlaams-Brabant bij de beloften. Op aanraden van Kevin Hulsmans, zijn ploegleider bij de beloftenploeg Home Solution-Soenens werd Paasschens in 2019 profwielrenner bij Wallonie Bruxelles. Paaschens combineert zijn wielrenloopbaan met een studie bewegingswetenschappen aan de Katholieke Universiteit van Leuven.

## Overwinningen
2018
2e etappe Ronde van Namen
2019
2e etappe Kreiz Breizh Elites
Eind- en puntenklassement Kreiz Breizh Elites
2022
Bergklassement Ronde van Groot-Brittannië

## Resultaten in voornaamste wedstrijden
|      | \| Jaar \| Gent-Wevelgem \| Ronde van Vlaanderen \| Parijs-Roubaix \| Amstel Gold Race \| Luik-Bast.‑Luik \| Ronde van Lombardije \| Waalse Pijl \| Parijs-Tours \| \| Wereldranglijsten \| \| ---- \| ------------- \| -------------------- \| -------------- \| ---------------- \| --------------- \| -------------------- \| ----------- \| ------------ \| \| ----------------- \| \| 2019 \| \| \| \| \| opgave \| \| 98e \| opgave \| \| 618e (UWR) \| \| 2020 \| \| \| \| \| opgave \| \| 115e \| 29e \| \| \| \| 2021 \| \| 71e \| \| \| 123e \| \| 131e \| 84e \| \| \| \| 2022 \| 105e \| opgave \| \| 96e \| 83e \| \| opgave \| \| \| \| \| 2023 \| \| \| \| \| 68e \| opgave \| 100e \| \| \| \| \| 2024 \| opgave \| \| buit.tijd \| opgave \| opgave \| \| \| \| \| \| \| 2025 \| \| \| \| opgave \| 112e \| \| 106e \| \| \| \| |                      |                |                  |                 |                      |             |              |  |                   |
| Jaar | Gent-Wevelgem | Ronde van Vlaanderen | Parijs-Roubaix | Amstel Gold Race | Luik-Bast.‑Luik | Ronde van Lombardije | Waalse Pijl | Parijs-Tours |  | Wereldranglijsten |
| 2019 | |                      |                |                  | opgave          |                      | 98e         | opgave       |  | 618e (UWR)        |
| 2020 | |                      |                |                  | opgave          |                      | 115e        | 29e          |  |                   |
| 2021 | | 71e                  |                |                  | 123e            |                      | 131e        | 84e          |  |                   |
| 2022 | 105e | opgave               |                | 96e              | 83e             |                      | opgave      |              |  |                   |
| 2023 | |                      |                |                  | 68e             | opgave               | 100e        |              |  |                   |
| 2024 | opgave |                      | buit.tijd      | opgave           | opgave          |                      |             |              |  |                   |
| 2025 | |                      |                | opgave           | 112e            |                      | 106e        |              |  |                   |

## Ploegen
- 2019 –  Wallonie Bruxelles
- 2020 –  Bingoal-Wallonie Bruxelles
- 2021 -  Bingoal Pauwels Sauces WB
- 2022 -  Bingoal Pauwels Sauces WB
- 2023 −  Lotto-Dstny
- 2024 –  Lotto-Dstny
- 2025 –  Bahrain Victorious

Dehaes · Ista · Jules · Liepiņš · Lietaer · Molly · Mortier · Nõmmela · Paasschens · Peyskens · Planckaert · Robeet · Six · Spengler (t/m 10 oktober) · Taminiaux · T. Wirtgen · Castrique (stagiair) · Huys (stagiair) · Paquot (stagiair) · L. Wirtgen (stagiair)
Castrique · De Bie · Huys · Ista · Lietaer · Livyns · Molly · Mortier · Nõmmela · Paasschens · Peyskens · Planckaert · Robeet · Six · Suter · Taminiaux · Vallée · Vanendert · L. Wirtgen · T. Wirtgen
Aniołkowski · Castrique · De Bie · Dupont · Huys · Livyns · Menten · Mertz · Molly ·Paasschens · Paquot · Peyskens · Rex · Robeet · Suter · Vallée · Vanendert · Venner · L. Wirtgen · T. Wirtgen · De Maeght (stagiair) · Desal (stagiair)
Aniołkowski · Blouwe · De Maeght · Desal · Dupont · Lauk · Livyns · Meens · Menten · Mertz · Molly ·Paasschens · Paquot · Peyskens · Rex · Robeet · Tietema (vanaf 1/2) · Tizza · Venner · Viviani (vanaf 21/3) · L. Wirtgen · T. Wirtgen · Desmarets (stagiair) · Dopchie (stagiair)
Adamietz · Beullens · Campenaerts · De Buyst · De Gendt · De Lie · Drizners · Eenkhoorn · Ewan · Frison · Grignard · Guarnieri · Kron · Livyns · Menten · Moniquet · Paasschens · Schwarzmann · Segaert (vanaf 24/2) · Selig · Sepúlveda · Slock · Sweeny · Van de Paar · Van Eetvelt · Van Gils · Van Moer · Vanhoucke (vanaf 15/8) · Vermeersch
Adamietz · Berckmoes · Beullens · Campenaerts · Currie · De Buyst · De Gendt · De Lie · Drizners · Eenkhoorn · Gregaard · Grignard · Guarnieri · Kron · Livyns · Menten · Moniquet · Paasschens · Segaert · Taminiaux · Sepúlveda · Slock · Vandenabeele · Van de Paar · Van Eetvelt · Van Gils · Van Moer · Vanhoucke · Vermeersch
Arndt · Bauhaus · Bilbao · Bruttomesso · Buitrago · Buratti · Caruso · Ermakov · Eržen · Eulálio · Govekar · Gradek · Haig · Kepplinger · Martinez · Miholjević · Mohorič · Paasschens · Pasqualon · Pickering · Skerl · Stannard · Stockwell · Tiberi · Træen · Tu · van der Meulen · Van Mechelen · Wright · Zambanini